# 貝茲旅館 (第一季)
《貝茲旅館》（英語：Bates Motel）第一季於2013年3月18日首播，2013年5月20日結束。本季由10集組成，於星期一下午10時ET/PT在A&E上播放。本劇被稱為1960年電影《觸目驚心》的當代前傳，講述在希治閣電影中發生的事件之前的諾曼·貝茲和他母親諾瑪的生活。本劇發生在俄勒岡州白松灣（White Pine Bay）的虛構城鎮裏。
本季得到來自電視評論家的正面評價。《貝茲旅館》於第一季第三集播出後獲得續訂第二季。韋娜·法米加憑她飾演諾瑪·貝茲獲得特別讚揚，她贏得2013年土星獎最佳電視劇女主角，以及被提名2013年黃金時段艾美獎最佳戲劇類劇集女主角、2013年電視評論家選擇獎最佳戲劇類女演員和2013年電視評論家協會獎戲劇類個人成就獎。2013年9月17日發售第一季的藍光光碟和DVD。

## 角色與卡司

### 主要角色
- 薇拉·法蜜嘉 飾演 諾瑪·露意絲·貝茲
- 佛瑞迪·海默 飾演 諾曼·貝茲
- 麥斯·希羅 飾演 迪倫·馬賽
- 奥利维亚·库克 飾演 艾瑪·戴寇迪
- 妮寇拉·佩茲 飾演 布萊德莉·馬汀

### 常設角色
- 內斯特·卡博內爾 飾演 亞歷克斯·羅密歐警長
- 麥克·沃格 飾演 札克·薛爾比副警長
- 琪根·康納·崔西 飾演 布蕾兒·華森老師
- 布蘭妮·威爾森 飾演 莉莎
- 傑爾·伯恩斯 飾演 傑克·阿勃納西
- 黛安娜·方 飾演 阿嬌
- 文森·蓋爾 飾演 吉爾·透納
- 理查·哈蒙 飾演 理查·史萊莫
- 伊恩·崔西 飾演 雷默·華勒斯
- 泰瑞·陳 飾演 伊森·張
- 伊恩·哈特 飾演 威爾·戴寇迪
- 金川弘敦 飾演 倉田文宏醫生
- 大衛·庫比特 飾演 山姆·貝茲
- 基南·崔西 飾演 岡納
- 艾莉亞·歐布萊恩 飾演 瑞吉娜·沃斯
- 吉莉安·法基 飾演 瑪姬·桑瑪斯

### 客串角色
- W·厄爾·布朗 飾演 基斯·桑瑪斯
- 蘿拉·吉爾克萊斯特 飾演 蕾貝卡·克雷格
- 班·寇頓 飾演 丹尼

## 集數
| 總集數 | 集數 （季） | 標題                                                    | 導演           | 編劇                                                                                    | 首播日期      | 美國收視人數 （百萬） |
| ------ | ----------- | ------------------------------------------------------- | -------------- | --------------------------------------------------------------------------------------- | ------------- | --------------------- |
| 1      | 1           | 先夢而後死 First You Dream, Then You Die                | 塔克·蓋茲      | 故事：卡爾頓·庫斯、凱莉·艾琳 及 安東尼·西普里亞諾 劇本： 凱莉·艾琳 及 安東尼·西普里亞諾 | 2013年3月18日 | 3.04                  |
| 2      | 2           | 妳挑了個不錯的小鎮，諾瑪 Nice Town You Picked, Norma... | 塔克·蓋茲      | 凱莉·艾琳                                                                               | 2013年3月25日 | 2.84                  |
| 3      | 3           | 諾曼怎麼了 What's Wrong with Norman                     | 保羅·A·愛德華  | 傑夫·瓦德洛                                                                             | 2013年4月1日  | 2.82                  |
| 4      | 4           | 相信我 Trust Me                                         | 約翰·倫克      | 凱莉·艾琳                                                                               | 2013年4月8日  | 2.30                  |
| 5      | 5           | 海景 Ocean View                                         | David Straiton | 傑夫·瓦德洛                                                                             | 2013年4月15日 | 2.66                  |
| 6      | 6           | 真相 The Truth                                          | 塔克·蓋茲      | 卡爾頓·庫斯 及 凱莉·艾琳                                                                | 2013年4月22日 | 2.93                  |
| 7      | 7           | 九號房的男人 The Man in Number 9                        | S. J. Clarkson | 凱莉·艾琳                                                                               | 2013年4月29日 | 2.99                  |
| 8      | 8           | 男孩與愛犬 A Boy and His Dog                            | 艾德·比安奇    | Bill Balas                                                                              | 2013年5月6日  | 2.71                  |
| 9      | 9           | 房產縮水 Underwater                                     | 塔克·蓋茲      | 卡爾頓·庫斯 及 凱莉·艾琳                                                                | 2013年5月13日 | 2.48                  |
| 10     | 10          | 深夜 Midnight                                           | 塔克·蓋茲      | 卡爾頓·庫斯 及 凱莉·艾琳                                                                | 2013年5月20日 | 2.70                  |

## 外部連結
- 官方网站
- 互联网电影数据库（IMDb）上《貝茲旅館》的资料（英文）